# Évariste Boulay-Paty

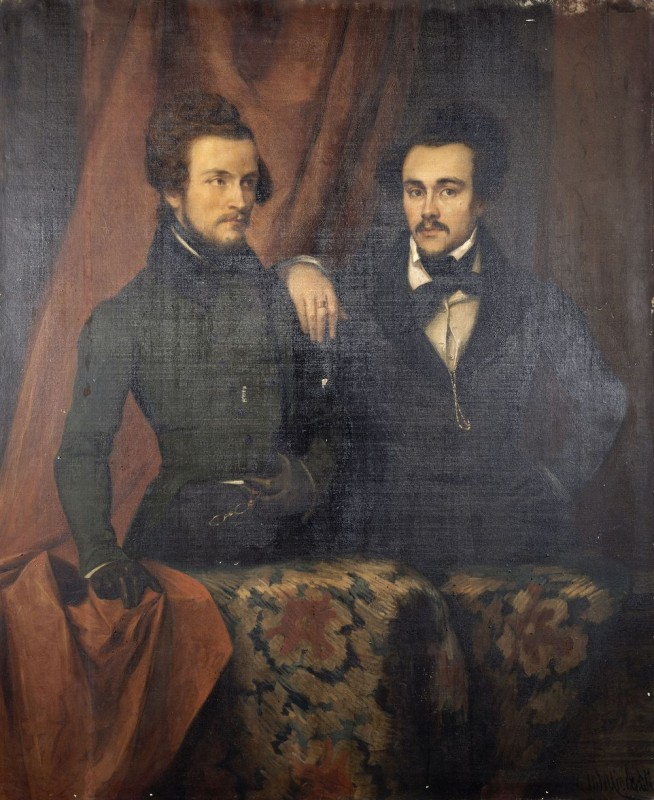
Évariste Boulay-Paty (links)

Évariste Boulay-Paty (* 19. Oktober 1804 in Donges; † 7. Juni 1864 in Paris) war ein französischer romantischer Dichter.

## Leben und Werk
Évariste Cyprien Félix Boulay-Paty war der Sohn des Juristen und Revolutionärs Pierre-Sébastien Boulay-Paty (1763–1830). Ab dem Alter von 21 Jahren veröffentlichte er philhellenistische und weitere romantische Dichtung. 1829 war er Sekretär des Herzogs von Orléans, ab 1830 Bibliothekar des Palais Royal. Sein autobiographisches Buch Élie Mariaker (1834) war nach dem Vorbild von Vie, poésies et pensées de Joseph Delorme (1829) von Charles-Augustin Sainte-Beuve gearbeitet und wurde 1973 nachgedruckt. Mit seinem Gedicht L'Arc de triomphe de l'Étoile gewann er 1837 einen Preis der Académie française. Seine Sonette von 1851 sind William Wordsworth und den Lake Poets verpflichtet, nehmen aber auch den Spleen von Charles Baudelaire vorweg.

## Werke (Auswahl)
- Élie Mariaker. Paris 1834. Slatkine, Genf 1973.
- Odes. Paris 1844.
- Poésies de la dernière saison. A. Bray, Paris 1845.
- Sonnets. Paris 1851.